# Sudan Anglo-Egiziano

Bandiera del Governatore Generale

Sudan Anglo-Egiziano è stata la denominazione ufficiale del Sudan tra il 1899 ed il 1956, quando si trovava sotto il dominio congiunto del Regno Unito e del Regno d'Egitto.
La denominazione "Anglo-egiziano" era solo nominale, in quanto il controllo diretto del territorio era in mano britannica (come del resto lo fu per un certo periodo l'Egitto). La capitale del territorio era Khartum (successivamente capitale dello Stato del Sudan). I principali prodotti della colonia erano gomma arabica e cotone. La popolazione superava gli 8 milioni, mentre l'estensione era di 2 505 810 km².

## Storia
Le prime penetrazioni britanniche avvennero nel 1884 quando una spedizione inglese al comando del generale Charles George Gordon fu annientata dai seguaci del Mahdi presso Khartum. Negli anni successivi il governo britannico inviò numerosi contingenti militari riuscendo, nel 1898, a sconfiggere le truppe del Mahdi e ad acquisire il controllo militare sull'intero paese che risultava strategico per molti motivi tra i quali:
- Bloccare l'espansione francese verso il mar Rosso
- Avere una linea diretta tra i possedimenti britannici dell'Africa Orientale Britannica con l'Egitto.

Il successo dell'operazione militare consentì alla Gran Bretagna di imporre al chedivè egiziano (formalmente ancora tributario dell'Impero ottomano) il condominio inglese sul Sudan. Di fatto, ciò si tramutò in un'ulteriore forma di colonialismo.
L'amministrazione del territorio era affidata ad un Governatore generale, nominato dal ministero delle Colonie a Londra. Nel 1925 per il controllo del territorio fu creata la Sudan Defence Force, che diede un valido contributo durante il secondo conflitto mondiale sia per mantenere la sicurezza della colonia sia come parte attiva nella campagna britannica nell'Africa Orientale. Fu il primo grande possedimento britannico in Africa a divenire indipendente nel 1956.

### Confini
Il Sudan Anglo-Egiziano era collocato in Africa settentrionale, subito a sud dell'Egitto. Confinava con l'Impero d'Etiopia, la Colonia eritrea (poi confluita nell'Africa Orientale Italiana tra il 1936 e il 1941) ed il Mar Rosso ad est, con l'Africa Equatoriale Francese ad ovest, mentre a sud confinava con Kenya, Uganda (queste ultime anch'esse colonie britanniche) e Congo belga.
I confini occidentali del Sudan vennero stabiliti nel 1898 in comune accordo tra Francia e Regno Unito. A seguito dell'incidente di Fashoda (1898) una commissione britannica e francese stabilì i confini fra il Sudan e l'Africa Equatoriale Francese; tale confine ancora all'inizio del ventunesimo secolo divide il Sudan dal Ciad. La stessa commissione assegnò la striscia di Aozou alla Francia e il territorio a nord di essa al controllo britannico. Nel 1926, per ricompensare in parte l'Italia dello sforzo bellico prestato durante la prima guerra mondiale, l'Impero britannico cedette all'Italia la zona a nord della Striscia di Aozou ed una consistente parte del Deserto Libico oltre all'Oltregiuba al confine tra Kenya e Somalia italiana. I confini orientali del Sudan invece coincidevano con quelli dell'Impero etiope. A nord il confine del condominio con il Chedivato d'Egitto venne posto al 22º parallelo tracciando una linea retta fino al Mar Rosso, mentre a sud il confine fu stabilito seguendo i limiti già precedentemente creati dell'Africa Orientale Britannica.

### La fine del Condominio
La costruzione artificiosa del Condominio fu chiara fin dalla sua istituzione; tuttavia cominciò a diventare un problema quando nel 1922 il Regno Unito concesse l'autonomia all'Egitto con la possibilità di avere un proprio sovrano. Fuad I, nuovo Re d'Egitto, aveva tra i suoi titoli quello di Re d'Egitto e del Sudan, per cui considerava il Sudan parte inscindibile dell'Egitto ed anche prima dell'arrivo dei britannici i Chedivè avevano il titolo di sovrani d'Egitto e del Sudan; il Condominio con l'Impero britannico era quindi mal sopportato.
Nel 1925 gli inglesi presero il controllo totale e diretto del Sudan cedendone una piccola porzione alla vicina Libia italiana a titolo di risarcimento per lo sforzo prestato durante la Grande Guerra. Inoltre cedettero sempre alla vicina Libia una consistente parte del Deserto libico (circa 626.700 km²), amministrativamente parte dell'Egitto. Il fatto diede numerosi malumori sia al governo del Re sia tra la popolazione egiziana, tuttavia solo nel 1936, con l'ascesa al trono di Faruq I, l'Egitto e il Regno Unito trovarono un accordo ristabilendo di fatto il Condominio egiziano-britannico sul Sudan. L'accordo comunque non soddisfaceva le frange più nazionaliste dell'Egitto, che consideravano il Re un fantoccio nelle mani degli inglesi: l'accordo infatti era più ampio e non comprendeva solo la situazione sudanese; inoltre la recente conquista italiana dell'Etiopia preoccupava il Cairo e tra le varie clausole il Regno Unito si sarebbe impegnato a prestare soccorso in caso di invasione dell'Egitto da parte di potenze straniere. Il problema venne momentaneamente accantonato a causa della Seconda guerra mondiale e dell'invasione stessa dell'Egitto da parte degli italo-tedeschi.
La rivoluzione egiziana del 1952, che portò l'Egitto a divenire una Repubblica l'anno successivo, fu il primo passo verso la ri-sollevazione del problema del Condominio Sudanese. Il nuovo governo egiziano, guidato da Muhammad Naguib, aveva intuito che l'unico modo per porre fine al dominio britannico sul Sudan era una rinuncia formale al Condominio egiziano con il Regno Unito, dato che legalmente il Condominio prevedeva il controllo congiunto egiziano-britannico del territorio e quindi venendo meno uno dei due controllori sarebbe venuto meno il Condominio stesso. Dopo numerose trattative, nel 1954 i governi britannico ed egiziano trovarono un accordo, che prevedeva a partire dal 1º gennaio 1956 la completa indipendenza del Sudan e il riconoscimento di questo come stato sovrano da parte dei governi britannico ed egiziano; il governo britannico comunque non era pienamente convinto della data per l'indipendenza in quanto la transizione del Sudan verso l'indipendenza non era completata: infatti i primi anni dell'indipendenza sudanese furono travagliati e intrisi di un generale caos istituzionale che creò le basi per la successiva dittatura militare a partire dal 1970. L'indipendenza del Sudan diede di fatto inizio al processo di decolonizzazione dell'Africa; seguirono nello stesso anno il Marocco e la Tunisia, già protettorati francesi.

## Governatori del Sudan Anglo-Egiziano
| In carica                            | Detentore                                                              | Note                                   |
| ------------------------------------ | ---------------------------------------------------------------------- | -------------------------------------- |
| 19 gennaio 1899 al 22 dicembre 1899  | Horatio Herbert Kitchener, 1º conte di Kitchener, Governatore generale |                                        |
| 22 dicembre 1899 al 31 dicembre 1916 | Sir Francis Reginald Wingate, Governatore generale                     |                                        |
| 1º gennaio 1917 al 20 novembre 1924  | Sir Lee Oliver Fitzmaurice Stack, Governatore generale                 | Ucciso a Il Cairo                      |
| 21 novembre 1924 al 5 gennaio 1925   | Wasey Sterry, acting Governatore generale                              |                                        |
| 5 gennaio 1925 al 6 luglio 1926      | Sir Geoffrey Francis Archer, Governatore generale                      |                                        |
| 31 ottobre 1926 al 10 gennaio 1934   | Sir John Loader Maffey, Governatore generale                           |                                        |
| 10 gennaio 1934 al 19 ottobre 1940   | Sir George Stewart Symes, Governatore generale                         |                                        |
| 19 ottobre 1940 all'8 aprile 1947    | Sir Hubert Jervoise Huddleston, Governatore generale                   |                                        |
| 8 aprile 1947 al 29 marzo 1954       | Sir Robert George Howe, Governatore generale                           |                                        |
| 29 marzo 1954 al 31 dicembre 1955    | Sir Alexander Knox Helm, Governatore generale                          |                                        |
| 1º gennaio 1956                      | Indipendenza come Repubblica del Sudan                                 | Indipendenza come Repubblica del Sudan |